# داتسروت
داتسروت (به آلمانی: Datzeroth) یک شهر در آلمان است که در Neuwied واقع شده‌است. داتسروت ۲۴۷ نفر جمعیت دارد.